# Zuzana Navarová
Zuzana Navarová de Tejada (ur. 18 czerwca 1959 w Hradcu Králové, zm. 7 grudnia 2004 w Pradze) – czeska piosenkarka, autorka tekstów, kompozytorka i perkusistka. Była jedną z najważniejszych osób czeskiej sceny folkowej inspirowanej muzyką latynoamerykańską.

## Życiorys
Studiowała język czeski i hiszpański na wydziale sztuki Uniwersytetu Karola w Pradze. Część studiów spędziła w Hawanie na Kubie. Po studiach pracowała jako nauczycielka
Od 1980 roku śpiewała z grupą Nerez, pierwszy solowy album miała w 1992, W 1994 nagrała album z grupą Tres, w następnych latach grała z grupą Koa.
Tworzyła też przedstawienia teatralne, była producentką (Věra Bílá, Rom – Pop, Kale) wypromowała śpiewaczkę Radůzę.
Na początku 2000 r. zachorowała na raka, ale próbowała ukryć swój stan zdrowia przed opinią publiczną i nie informując oficjalnie – przeszła leczenie. Zmarła w wieku 45 lat na raka w 2004 roku.
Występowała z zespołem Koa do ostatnich dni; jej ostatni koncert z zespołem w Pradze miał miejsce 14 listopada 2004.
Podczas pobytu na Kubie, Navarová wyszła za Luísa de Tejada, którego nazwisko później dołączyła do swojego. Później jednak nie miała z nim żadnych kontaktów. Iván Gutiérrez twierdził, że ślub był jedynie potrzebny Tejadzie do emigrowania z Kuby.

## Dyskografia

### Nerez
- Porta '83 (various artists, 1984)
- Dostavník 21: Tisíc dnů mezi námi / Za poledne (7" EP; 1984)
- Imaginární hospoda (7" EP; z Karelem Plíhalem i Slávek Janoušek) (1986)
- Masopust (1986)
- Na vařený nudli (1988)
- Ke zdi (1990)
- Co se nevešlo (Nerez a Vy) (1991)
- Stará láska Nerez a vy (1993)
- Nerez v Betlémě (1993)
- Nerez antologie (1995)
- Co se nevešlo (pozdní sběr) (2001)
- Nej nej nej (2001)
- Smutkům na kabát (2005)
- Do posledního dechu (2006)
- …a bastafidli! (2007)

### Tres
- Tres (1995)

### Koa
- Skleněná vrba (1999)
- Zelené album (2000)
- Barvy všecky (2001)
- Jako Šántidéví (2003)
- Koa (2006)

### Album autorski Caribe
- Caribe (1992)

### Inne
- Vánoční písně a koledy (Kolędy, 1992)
- Morytáty a balady (1993)
- Sloni v porcelánu I. (1999)
- Nebe počká (2004) – Zuzana Navarová śpiewała pięć piosenek w albumie Karela Plíhala ze słowami Josefa Kainara
- Smutkům na kabát (2005) – utwory zebrane

W 2001 r. Navarová uczestniczyła w albumie Andělové z nebe Radůza; Marie Rottrová włączyła dwie piosenki Navarovej z jej albumu Podívej (2001).

## Nagrody
- Nagroda festiwalu folkowego PORTA (1982).
- Najlepszy głos podczas Vokalíza'y w Pradze (1982)
- Nagroda główna festiwalu PORTA i Vokalíza (1982)
- Najlepsza autorka tekstów w roku (1990) – nagrodzona przez Fundację muzyki czeskiej w 1991
- 1993 – nominowana przez krytyków w kategorii wokalistki z Czech do Nagrody Grammy
- Żółta łódź podwodna (1999)
- 2001 – Czeska Akademia Muzyczna nagrodziła ją Aniołem w kategorii muzyki folkowej
- 2005 – została dołączona pośmiertnie do sali pamięci Czeskiej Akademii Muzycznej.